# ثيودور دبليو. ميتكالف
ثيودور دبليو. ميتكالف هو سياسي أمريكي، ولد في 16 أغسطس 1894 في أوماها في الولايات المتحدة، وتوفي بنفس المكان في 17 فبراير 1973. نشط حزبياً في الحزب الجمهوري.